# Janine Mächler
Janine Mächler (10 dicembre 2004) è una sciatrice alpina svizzera.

## Biografia
Sorella di Reto, a sua volta sciatore alpino, e attiva dal novembre del 2020, la Mächler ha esordito in Coppa Europa il 29 novembre 2022 a Mayrhofen in slalom speciale (35ª) e in Coppa del Mondo il 10 gennaio 2023 a Flachau nella medesima specialità, senza completare la prova; ai successivi Mondiali juniores di Sankt Anton am Arlberg 2023 ha vinto la medaglia d'oro nella combinata a squadre e quella d'argento nello slalom speciale, mentre a quelli di Alta Savoia 2024 ha conquistato la medaglia di bronzo nella combinata a squadre. Non ha preso parte a rassegne olimpiche o iridate.

## Palmarès

### Mondiali juniores
- 3 medaglie:
  - 1 oro (combinata a squadre a Sankt Anton am Arlberg 2023)
  - 1 argento (slalom speciale a Sankt Anton am Arlberg 2023)
  - 1 bronzo (combinata a squadre ad Alta Savoia 2024)

### Coppa del Mondo
- Miglior piazzamento in classifica generale: 100ª nel 2025

### Coppa Europa
- Miglior piazzamento in classifica generale: 62ª nel 2025

### Australia New Zealand Cup
- Vincitrice dell'Australia New Zealand Cup nel 2025
- Vincitrice della classifica di slalom speciale nel 2025
- 1 podio:
  - 1 vittoria

#### Australia New Zealand Cup - vittorie
| Data           | Località     | Paese         | Specialità |
| -------------- | ------------ | ------------- | ---------- |
| 31 agosto 2024 | Coronet Peak | Nuova Zelanda | SL         |

Legenda:

SL = slalom speciale